# Führer der Unterseeboote im Mittelmeer
Führer der Unterseeboote im Mittelmeer war eine am 1. Januar 1918 geschaffene und bis zum 30. Oktober 1918 bestehende Dienststellung der deutschen Kaiserlichen Marine. Ihr Sitz war im österreich-ungarischen Kriegshafen Pola am Adriatischen Meer.
Die Kaiserliche Marine hatte im Frühjahr 1915 begonnen, U-Boote ins Mittelmeer zu verlegen, zunächst um das Osmanische Reich beim Kampf um die Dardanellen zu unterstützen, dann aber zunehmend mit dem Auftrag, Handelskrieg zu führen. Bereits am 1. Juli 1915 wurde aus den ersten dort operierenden Booten die „U-Boot-Halbflottille Pola“ gebildet, und nach dem Zulauf von fünf weiteren Hochsee-U-Booten wurde daraus am 18. November 1915 die „U-Flottille Pola“. Im Juni 1917 wurde sie in „U-Flottille Mittelmeer“ umbenannt. 
Da die Flottille Ende 1917 bereits etwa zwei Dutzend Boote verschiedener Typen umfasste, wurde sie am 1. Januar 1918 in die „I. U-Flottille Mittelmeer“ (in Pola) und die „II. U-Flottille Mittelmeer“ (in Cattaro) geteilt. Beide Flottillen, wie auch die in Konstantinopel stationierten und in der „U-Halbflottille Konstantinopel“ zusammengefassten Boote, unterstanden dem an diesem Tage ernannten „Führer der Unterseeboote im Mittelmeer“. Erster Amtsinhaber war Kapitän zur See und Kommodore Theodor Püllen. Kapitän zur See Kurt Graßhoff folgte Püllen am 28. August 1918 als Kommodore und Führer der Unterseeboote im Mittelmeer, aber er erkrankte im Oktober an Typhus, und Püllen übernahm am 9. Oktober und bis zur Aufgabe der Stützpunkte Pola, Cattaro und Konstantinopel Ende Oktober 1918 erneut.